# François Pierre La Varenne
François Pierre La Varenne, född 1615 i Bourgogne, död 1678 i Dijon, var författare till Le Cuisinier françois, skriven 1651, är en av de mest inflytelserika kokböcker i början av det moderna franska köket. La Varenne bröt på 1600-talet med de italienska traditioner som hade revolutionerat matlagning i Frankrike under medeltiden och renässansen.